# Premi Europeu de Divulgació Científica Estudi General
El Premi Europeu de divulgació científica Estudi general és un premi convocat per la Universitat de València i l'Ajuntament d'Alzira en col·laboració amb Edicions Bromera per estimular la creació d'obres que posen a l'abast del públic general els avanços científics i tecnològics així com la divulgació d'aspectes interessants del saber, dins del grup de Premis Literaris Ciutat d'Alzira i que s'atorga des de 1995. Hi poden optar obres escrites en català, castellà, anglès o francès. Té una dotació econòmica que els anys 2016 i 2020 va ser de 12.000 €. A més del premi en metàl·lic, els guardonats reben una escultura al·lusiva a la lectura, obra de l'escultor valencià Manolo Boix.

## Llista de premiats[5]
- 1995: El cervell polièdric, de Xavier Duran[6]
- 1996: Els gens que mengem, de Daniel Ramón[7]
- 1997: Viatge als orígens, de Jaume Bertranpetit[8]
- 1998: El taller de la memòria, de Juan Carlos López[9]
- 1999: L'enigma de l'esfinx, de Francisco Armesto[10]
- 2000: La textura del món, de Jorge Velasco González[11]
- 2001: Races, racisme i diversitat, Carles Lalueza[12]
- 2002: Paraula de robot. Intel·ligència artificial i comunicació, d'Òscar Vilarroya[13]
- 2003: Desert
- 2004: Màrtirs mortífers, d'Adolf Tobeña[14]
- 2005: Mariners que solquen el cel, de Vicent J. Martínez[15]
- 2006: Gramàtiques extraterrestres, de Fernando J. Ballesteros[16]
- 2007: Tot el que cal saber per saber-ho tot, de Jesús Purroy[17]
- 2008: Desert[18]
- 2009: Una revolució en miniatura. Nanotecnologia i disciplines convergents, d'Amador Menéndez[19]
- 2010: L'enigma de la llibertat, de David Bueno i Torrens[20][21]
- 2011: Biotecnologia al menú. Manual de supervivència en el debat transgènic, José María Seguí Simarro[22]
- 2012: Gens i genealogies, de Damián H. Zanette[23]
- 2013: Jugar a ser déus, de Salvador Macip[24][25]
- 2014: Descobrint el cervell, d'Antonio Rial[26]
- 2015: Creadors de futur, de Pedro Gómez Romero[27]
- 2016: Encara no és tard, Andreu Escrivà[28]
- 2017: L'imperi de les dades de Xavier Duran
- 2018: Les molècules de la vida. Breviari per a bioquímics novells de David González Jara
- 2019: Exploracions pel planeta Menjar Pere Puigdomènech
- 2020: Lo común y lo extraordinario. El oxígeno: historia íntima de una molécula corriente d'Álvaro Martínez
- 2021: Desert[29]
- 2022: Són els nostres amos i nosaltres el seus esclaus. Com els paràsits manipulen el comportament de José Ramon Alonso[30]
- 2023: La ubicuidad del imán: un mundo magnético de Francesc Lloret[31]